# Selman Ada
Selman Ada, né le 24 février 1953, pianiste, compositeur et chef d’orchestre turc. En 2009, directeur de l’Opéra national de Mersin.

## Œuvres
- Trois Eurasiennes, pour flute à bec alto, avec accompagnement piano
- musique du film Egreti gelin ((en) Borrowed Bride) de Atıf Yılmaz, 2005